# إخلاء منزل
خدمة تنظيف المنازل هي شكل من أشكال الخدمات التي يمكن أن تشمل جزءًا من المنزل أو المنزل بأكمله. ويستخدم كثير من الأشخاص خدمة تنظيف المنازل بسبب عدم قدرتهم على القيام بهذه العملية بأنفسهم فلذلك يقومون بالاستعانة بشركات خاصة بتقديم خدمات تنظيف المنازل .

## ما هذه العملية؟
العملية بشكلها الطبيعي تتخذ الشكل التالي:
- من خلال اتصال هاتفي من العميل أو من يرغب في هذه الخدمة أو من خلال إرسال بريد إلكتروني إلى الشركة فإن عميل الشركة يقوم بالاتصال والتواصل مع طالب الخدمة ومناقشة متطلبات تنظيف المنزل.
- تطلب بعض الشركات رؤية العقار أو المنزل وذلك قبل الانتقال إليك لتنظيفه.  بينما تقوم بعض الشركات بإعطاء العميل تقديرًا بناءً على ما أخبرته به من الأمور التي تحتاج إلى إزالة وتنظيف.
- يقوم فريق العمل بتقييم المهمة ومن ثم يقوم بإعطائك عرض أسعار لإزالة أو نقل هذه الأشياء أو يقوم بالدفع لك من أجل هذه الممتلكات.
- إذا كان العمل ناجحًا، فمن الممكن أن تقوم بالترتيب ليوم آخر لإكمال هذا العمل لك.

وبالنسبة لأفضل طريقة لإنهاء هذه المهمة فهي أن تقوم بالبحث عن شركتين تعملان في هذا المجال وذلك لتتمكن من الحصول على أفضل سعر ممكن للقيام بهذا العمل.

## التكاليف المتضمنة
عندما ينظف المنزل فهناك الكثير من التكاليف المرتبطة بهذه المهمة والتي تختلف وتتنوع بناءً على الأشياء التي تزال وتطهر. وهناك الكثير من المجالس في أنحاء المملكة المتحدة تعمل من خلال سياسة صارمة يجب الالتزام بها.
ومن الأمثلة لتلك الأشياء التي تزال وينبغي إزالتها ونقلها بطريقة آمنة:
- الأسبستوس.
- المبيدات.
- مصابيح الفلورسنت.
- الزيوت.
- بعض الطلاء.
- بعض بطاريات المنزل والسيارات
- الأجهزة الكهربائية المهملة مثل التلفاز، وشاشات الحاسوب، والثلاجات، والمجمدات.
- مصابيح توفير الطاقة الضوئية المهملة (وتعرف باسم المصابيح).

تشير الخدمة الرقمية لحكومة المملكة المتحدة إلى أن مثل هذه العناصر والمواد ينبغي عليك أن تضعها في سيارتك ومن ثم تأخذها إلى مركز إدارة النفايات المحلية؛ التي تُعرف أيضًا باسم مستودع الأشياء القديمة أو مقلب النفايات.

## الترخيص
من الضروري أن تقوم هذه الشركات التي تعمل في مجال خدمة تخليص المنازل من هذه الأشياء بتسجيل نفسها ضمن ناقلات النفايات داخل وكالة البيئة. ويمكن لصاحب المنزل الحصول على هذه الرخصة من خلال طرح العمل الذي يتطلب شخصًا لإنجاز هذا العمل، أو يمكنك فحص صلاحية الرخصة من خلال موقع وكالة البيئة على الإنترنت.

## في الأخبار
لقد عثر على بعض هذه الأشياء القديمة والمهمة والخطرة بعد الانتهاء من تنظيف أحد المنازل. وكذلك عثر وبشكل متكرر على عناصر وأشياء عتيقة وذات قيمة عالية اكتشفت واظهرت في برامج مثل برنامج أنتيكس رودشو (Antiques Roadshow) وبرنامج باركن هانت (Bargain Hunt) في المملكة المتحدة.